# Stade de Genève

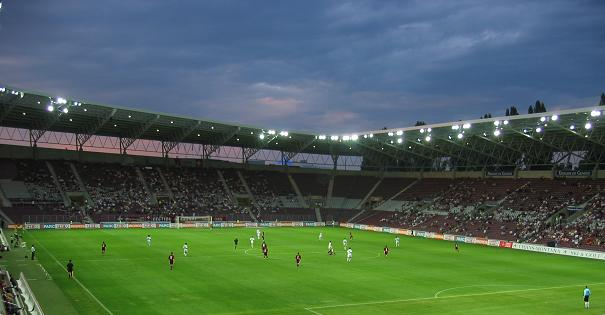
Stade de Genève

A Stade de Genève Genf tartomány legnagyobb stadionja, a Servette FC Genève labdarúgócsapatának otthona. 30084 ülőhellyel rendelkezik. A 2008-as labdarúgó-Európa-bajnokság keretében három csoportmérkőzést fognak itt rendezni.
A stadiont 2003. március 16-án adták át, a Servette – BSC Young Boys meccsel. A hivatalos megnyitóra április 30-án került sor, amikor Svájc labdarúgó válogatottja Olaszországot fogadta itt, ez a mérkőzés 2:1-es olasz győzelemmel ért véget.